# Синдор
Синдор — посёлок городского типа в Княжпогостском районе Республики Коми России. Административный центр городского поселения Синдор.
Население — 2010 чел. (2024).

## История
Синдор в переводе означает «Возле глаза». Первым археологом, побывавшим в районе Синдорского озера, был С. Е. Мельников. Но им не обнаружено никаких следов древних поселений. Селение Синдор, по данным С. Е. Мельникова, в середине XIX века насчитывало 14 дворов с 62 ревизскими душами и состояло из трёх деревень. Приезжавший в Синдор спустя некоторое время чиновник Кашперов сообщал, что при устье Симвы расположено три селения: Синдор, Будра, Петрополь, разделённые между собой только речками.
История современного посёлка начинается в конце 1930-х годов, когда появляются первые лагеря для осуждённых на реке Симве. Как населённый пункт посёлок Синдор начинался в деревне Симва, где рядом с лагпунктом появились первые жилые дома, распахивались земельные участки. Началось строительсттво домов из круглого леса, началась лесовывозка.
Приказом НКВД СССР № 078 от 16 августа 1937 года был организован Усть-Вымьлаг, в который входили 20 подразделений (лагерных отделений). В посёлке Синдор было 18-е лаготделение.
29 мая 1953 года приказом 002 18-е лаготделение преобразовано в учреждение АН−243/6, в которое входило четыре лагпункта (колонии) с дислокациями в поселках Синдор, Глубинка, Переломный и Нившера.
Указом Президиума Верховного Совета Коми АССР от 20 февраля 1975 года населённый пункт Синдор был отнесён к категории рабочих посёлков. Посёлки Заозёрный, Иоссер, Симва, деревня Синдор, железнодорожные станции Белки и Таёжный упразднённого Синдорского сельского совета административно подчинены Синдорскому совету.
В конце 1980-х годов появился теплично-овощной комбинат на 1,5 га, в данный момент демонтированный.
Ныне в Синдоре находятся четыре основных предприятия — ПС 220 кВ «Синдор», компрессорная станция КС-11 «Синдорская» газопровода «Ухта — Торжок», исправительная колония ИК-42 общего режима для содержания лиц, ранее отбывавших наказание, и перекачивающая станция нефтепровода.
Синдор является начальным пунктом крупной лесовозной узкоколейной железной дороги, уходящей на многие десятки километров в глубину тайги. Узкоколейная железная дорога также используется местными жителями для поездок в лес на мотодрезинах.
В 5 километрах от посёлка Синдор существует деревня Синдор. На 2015 год в деревне оставалось три постоянных жителя.

## Население
| 1979  | 1989  | 2002  | 2009  | 2010  | 2012  | 2013  |
| ----- | ----- | ----- | ----- | ----- | ----- | ----- |
| 2499  | ↗2724 | ↗3030 | ↘2812 | ↘2478 | ↘2346 | ↘2304 |
| 2014  | 2015  | 2016  | 2017  | 2018  | 2019  | 2020  |
| ↘2246 | ↘2232 | ↘2163 | ↘2153 | ↘2112 | ↗2116 | →2116 |
| 2021  | 2024  |       |       |       |       |       |
| ↘2073 | ↘2010 |       |       |       |       |       |